# Carmen Radenovici
Carmen Radenovici (uneori Carmen Radenovic și Carmen Tronescu, n. 12 mai 1981, Sinaia, România) este o fostă boberiță română, care a concurat din anul 2005.
Ea a făcut parte din echipa României ca pilot de bob la Jocurile Olimpice de la Vancouver (2010).
Cel mai bun rezultat al său este locul 16 la Campionatul Mondial de bob de la St. Moritz (Elveția, ianuarie 2009), obținut în proba de bob - 2 femei.